# Senotainia puncticornis
Senotainia puncticornis är en tvåvingeart som först beskrevs av Zetterstedt 1859.  Senotainia puncticornis ingår i släktet Senotainia och familjen köttflugor. Arten är reproducerande i Sverige. Inga underarter finns listade i Catalogue of Life.